# مارك ليفي
مارك ليفي (بالفرنسية: Marc Lévy)‏ (7 أغسطس 1961 الجزائر الجزائر - ) هو لاعب كرة قدم فرنسي يلعب كحارس مرمى.

## روابط خارجية
- مارك ليفي على موقع قاعدة بيانات كرة القدم.إي يو (الإنجليزية)
- مارك ليفي على موقع عالم كرة القدم.نت (الإنجليزية)